# Bruno Zumino
Bruno Zumino (Roma, 28 aprile 1923 – Berkeley, 22 giugno 2014) è stato un fisico italiano.
Fu professore  all'università della California di Berkeley.
Si laureò all'università La Sapienza di Roma nel 1945 con Bruno Ferretti. Zumino deve la sua fama principalmente alla scoperta del modello di Wess–Zumino, vista come la prima teoria quantistica dei campi supersimmetrica formulata al di fuori dell'Unione Sovietica, e per il modello Wess-Zumino-Witten nella teoria conforme dei campi.
Prima di diventare professore all'Università della California di Berkeley nel 1981, Zumino ha lavorato come ricercatore e professore associato presso la New York University dal 1951 al 1968. Successivamente, ha lavorato al CERN dal 1968 al 1981. Oltre al modello di Wess–Zumino, Bruno Zumino ha lavorato con Gerhart Lüders alla dimostrazione rigorosa del teorema CPT. Ha inoltre contribuito alla sistematizzazione dei lagrangiani chirali efficaci e ha formulato una descrizione concisa della supergravità.
Bruno Zumino era sposato con la fisica Mary K. Gaillard, con la quale ha condiviso sia la vita personale che quella professionale presso l'Università della California di Berkeley.
Bruno Zumino è deceduto il 21 giugno 2014 nella sua casa di Berkeley, California, all'età di 91 anni.

## Premi
- 1987 Premio Dirac
- 1988 Premio Dannie Heineman per la fisica matematica
- 1989 Medaglia Max Planck
- 1992 Medaglia Wigner
- 1992 Premio di ricerca Humboldt
- 1999 Medaglia d'oro commemorativa Gian Carlo Wick
- 2005 Premio Enrico Fermi della Società italiana di fisica